# Collegium Hungaricum (Leuven)
A Collegium Hungaricum Leuven (hivatalos nevén Hongaars Huis vzw.), a korábbi Home Cardinal Mindszenty jogutódja, egy magyar jezsuita alapon álló közösségi otthon, ahol különböző országokból és tudományterületekről érkezők a biztonságot és a fejlődési lehetőséget egymás társaságában élhetik meg.
A 19 egyetemi polgárnak otthont kínáló ingatlan, a Brüsszeltől mintegy 25 km-re fekvő Leuvenben, a város szívében található, a Blijde Inkomststraat 18-as szám alatt. A Collegium épülete a Jézus Társasága Magyarországi Rendtartományának (JTMR), a magyar jezsuita rendnek a tulajdona, annak fenntartásában áll. Az épület fenntartója 1998 és 2012 között a Pázmány Péter Katolikus Egyetem volt.
Az intézmény minden évben kétszer hirdet felvételit, valamint a nyári hónapokban kutatóknak biztosít szállást leuveni kutatásaik idejére.

## Magyarok Leuvenben a Mindszenty Diákotthon megalakulása előtt
Az első, név szerint is ismert magyar származású hallgatója az egyetemnek Henckel János, Habsburg Mária udvari káplánja volt, aki 1532-ben iratkozott be a Leuveni Katolikus Egyetemre.
A tizenhetedik és a tizennyolcadik század során mintegy húsz fiatal magyar tanult Leuvenben, köztük Zrínyi Miklós költő fia. 1857 és 1914 között összesen 21 magyar származású hallgatója ismert az egyetemnek. Többségük arisztokrata családból származott (például az Esterházy és a Széchenyi család leszármazottai).
Az egyetem első világháború utáni időszakából a két legnevesebb magyarvonatkozású hallgatója Habsburg Ottó és húga, „Etelka” (Habsburg Adelheid) volt. Mindketten magyar témájú doktori disszertációt készítettek.

## A Mindszenty Diákotthon: a hőskor
A második világháború után, az 1948/1949-es tanévben menekült magyar fiatalok közösen kibéreltek egy házat Leuvenben, és ott egy új szervezetet (Magyar Nemzeti Csoport) és diákotthont alapítottak, amit az akkor letartóztatása miatt nemzetközi hírnévnek örvendő magyar bíborosról Mindszenty Diákotthonnak (hivatalos nevén: Home Cardinal Mindszenty) neveztek el. A magyar hallgatók kezdeményezését a kezdetektől fogva több leuveni egyetemi tanár segítette, közöttük a Domonkos-rendi C. Van Gestel, valamint O. De Raeymaeker és Y. Urbain professzorok.
Ebben az időszakban rendkívül nehéz anyagi körülmények között éltek a Diákotthon lakói. Ösztöndíjat csak sikeres tanulmányok alapján kaphattak, így az első évben az újonnan érkező fiatalok a teljes vagyonközösségben élő többi fiatal támogatásából, ill. a városban élő szerzetesek adományaiból tartották fenn magukat. Az első generációból több nemzetközileg is nagy tekintélynek örvendő, sikeres tudós, egyetemi professzor került ki (például Lámfalussy Sándor, Rezsőházy Rudolf, Thűr Ottó).

## Collegium Hungaricum

### 1956–1970: Klasszikus kor
Az 1956-os forradalom leverése után több mint 200 magyar diák iratkozott be a Leuveni Katolikus Egyetemre, közülük 146-an szereztek diplomát. Belgiumban ekkor egyébként mintegy ezer fiatal magyar menekült volt. Segélyezésükre Muzslay István jezsuita, aki 1955 óta vezette a Mindszenty Diákotthont, a Leuveni Katolikus Egyetem akkori rektorának, Honoré Van Waeyenberghnek támogatásával létrehozta a Segély a Magyar Ifjúságnak karitatív szervezetet. Ebben a szervezetben a Mindszenty Diákotthont vezető bizottság tagjain kívül a Caritas Catholica képviselői (köztük Nathalie Fineau, a magyarok legnagyobb belga jótevője) is jelen voltak, és Leuvenen kívül több más belga városban tartottak fent diákotthonokat. A Mindszenty Diákotthon régi épülete azonban ennyi fiatal számára kicsinek bizonyult. Ezért Van Waeyenbergh rektor a belga államtól 1956-ban visszakapott ősi épületet, a Tiensestraat 41. alatti Sólyom Kollégiumot (College De Valk) bocsátotta ideiglenesen a magyar menekült fiatalok rendelkezésére. Ekkor nevezték el az intézetet Collegium Hungaricumnak. Mintegy három és fél évig, 1960 nyaráig szolgált az épület magyar kollégiumként. 1960-tól kezdve az egyetem Jogtudományi Kara található az épületben.
Ebben az időszakban a magyar fiatalok sorsát nagy szimpátia övezte a belga közvéleményben. A Collegium lakói az egyetemen jól teljesítettek (ez feltétele volt a Collegiumban lakásnak), és önálló diákszervezeteket hoztak létre. Volt saját ének- és zenekaruk, amely még egy hanglemezt is kibocsátott. Muzslay atya holland–magyar/magyar–holland szótárt szerkesztett, és többször szerepelt a belga és a holland televízióban és rádióban. A magyar diákok többsége franciául tanult, bár számosan voltak a holland nyelvű részlegben tanuló magyarok is.
1961-ben a Segély a Magyar Ifjúságnak karitatív szervezet megvásárolta a Blijde Inkomststraat 18. szám alatti épületet, és oda költözött át a Collegium Hungaricum.

### 1970–1998: Üresedő kollégium és új utak keresése
1968-ban a Leuveni Katolikus Egyetem nyelvi alapon két részre szakadt, és a francia nyelvű egyetem Louvain-la-Neuve-be költözött. A holland nyelvű leuveni egyetemen alig maradt magyar nyelvű hallgató. Muzslay Istvánt időközben egyetemi tanárrá nevezték ki, és a Collegium irányítását egy rendtársa vette át. Eleinte próbálkoztak külföldön született, másodgenerációs magyar fiatalok befogadásával, de különösebb siker nélkül. Később flamand diákokat is befogadtak a Collegiumba, hogy megtöltsék az épületet, de ezek a próbálkozások sem voltak eredményesek.
Az 1970-es évek végétől azonban a Collegium Hungaricum újra virágzásnak indult. Muzslay István jezsuita professzor saját költségén tehetséges, de egyházi iskolás végzettségük miatt Magyarországon hátrányos megkülönböztetést szenvedő magyar fiatalokat hívott Leuvenbe tanulni. Ehhez intézményes hátteret az általa a Leuveni Katolikus Egyetemen 1962-ben alapított Közép-Európai Kutatói Intézet biztosított. Muzslay 1983-as nyugdíjazásakor ugyanis az Intézetet a Collegium Hungaricum kertjében lévő, adományokból épített új épületbe költöztették, ahol 1992-ig működött.

### 1998–2012: A Pázmány Péter Katolikus Egyetem kezelésében
1998-ban Muzslay István korára és egészségi állapotára való tekintettel végleg visszavonult a Collegium Hungaricum irányításából. Ekkor bérleti szerződést kötött a Pázmány Péter Katolikus Egyetem akkori rektorával, Erdő Péterrel, hogy a PPKE vállalja a Collegium további fenntartását. A Collegium irányításával Juhász Gergelyt, a leuveni Collegium Hungaricum történetében az első világi igazgatót bízták meg, aki abban az időben a Leuveni Katolikus Egyetem Bölcsészettudományi Karán volt tanársegéd. Irányításával a Collegium infrastruktúrája apránként modernizálódott, valamint a PPKE és K.U.Leuven közötti kapcsolatok elmélyültek.
1999-ben a Collegium Hungaricum részt vett az Europalia Hungaria kulturális fesztiválon. Juhász meghívására több neves író és költő tartott szerzői estet a Collegiumban (például Kányádi Sándor, Csoóri Sándor, Nagy Gáspár, Ágh István, Szakonyi Károly és Lázár Ervin).
Szintén 1999-ben ünnepelte az intézmény ötvenéves fennállását. Ennek megünneplésére a Leuveni Katolikus Egyetem ősi épületében került sor. A megemlékezésen részt vett Orbán Viktor akkori miniszterelnök és Erdő Péter, a PPKE akkori rektora is. A Collegium 2004-ben három hónapos kutatói munkára ösztöndíjalapot hozott létre a PPKE diákjai számára.
A Collegium Hungaricumot 2006. november 20. és 2012. január 31. között Havas István piarista tanár, brüsszeli magyar katolikus lelkész vezette. A belga fővárosban élő igazgató munkáját két, a kollégiumban lakó prefektus segítette: 2007 őszétől 2010 nyaráig Boronkai József görögkatolikus diakónus (később fölszentelt pap), majd 2010 őszétől 2011 nyaráig Orova Csaba teológus.
Ezen időszakban a kollégiumban mintegy százhúsz, javarészt az EU Erasmus csereprogramjában részt vevő diák fordult meg. A jellemzően egy, esetleg két-három félévre érkező hallgatók harmada a PPKE Információs Technológiai Karáról érkezett, sokan jöttek azonban a Bölcsészettudományi Karról, néhányan a Hittudományi Karról, valamint a Jog- és Államtudományi Karról is. Fontos volt más felsőoktatási intézmények (pl. a Sapientia Szerzetesi Hittudományi Főiskola) mellett a debreceni, a pécsi és a szegedi egyetem bölcsész-, természettudományos és orvosképzéseiről érkezett diákok jelenléte.
A Collegium Hungaricum hangulatát és az együttélés dinamikáját ebben az időszakban már egyáltalán nem a menekült vagy a másodgenerációs bevándorolt magyar fiatalok előtt álló kihívások határozták meg, hanem a kétezres évek magyar EU-tagságának előnyeit fölhasználni kívánó diákok kérdései, lehetőségei és igényei. A nemzeti hovatartozás vagy a szülőföldtől való távolság mást jelentett ebben a helyzetben, de nem kisebb kihívást, ha ennek a kollégium az alapítók szellemében kívánt megfelelni.
Az új helyzetben kiemelt jelentőséget kapott a kollégium keresztény vonatkozása. Mindig jelen voltak elkötelezett diákok, illetve olyanok is, akik keresték az elköteleződés keresztény módját. Jelenlétük, magatartásuk nem hívő diáktársaik közegében a tanúságtétel változatos lehetőségét jelentette. A legtöbb lakó kifejezetten igényelte a karácsony és a húsvét ünneplését, illetve hogy az ebédlőasztal mellett vagy a teraszon szó essen a hit kérdéseiről. E keresztény dimenzió legfontosabb jele a hétköznapokon este imádságra, a Szentírás olvasására és megosztásra összegyűlt kápolnai közösség volt.
A kollégium kohézióját és a diákok szellemi fejlődését más eszközök is szolgálták. A különféle egyetemi hátterű lakók változó gyakorisággal, szakestek, előadások keretében osztották meg egymással, mi a tétje annak a tudományterületnek, kutatásnak, amelynek részesei. A tanévre eső keresztény és nemzeti ünnepek lehetőséget teremtettek arra, hogy a lakók személyesebben, kisebb közösségben emlékezzenek és gondolkodjanak az esemény jelentőségéről. A kollégium félévente szervezett egész napos kirándulásokat olyan helyszínekre, ahová a legtöbben nem juthattak volna el. Hagyománnyá vált az is, hogy a kollégium lakói a brüsszeli Európai Parlamentbe látogatnak, s az épület megtekintésén túl szűkebb körben beszélgethetnek magyar képviselőkkel az európai politika működéséről. Egyéni kezdeményezésre gyakran alakult filmklub, grillezős vacsora és közös torna. Sok lakó a közösség életre szóló tapasztalatával lépett tovább a kollégium falai közül, s őrzi különleges események emlékét is, amilyen például egy beszélgetés volt a belgiumi állami látogatáson tartózkodó Sólyom László köztársasági elnökkel 2008. április 16-án a Leuveni Katolikus Egyetemen.

### 2012–
Amikor a kollégium 2012. február 1-jén visszakerült a Jézus Társasága Magyarországi Rendtartomány (JTMR) gondozásába, az épület fizikailag elhanyagolt állapotban volt és teljes körű felújítást igényelt. Ezért elkezdődött az épület műszaki ellenőrzése, tervezése és ezek alapján a folyamatos felújítás annak érdekében, hogy egy korszerűbb, igényesebb, egy az épületet egészében és jobban kihasználó struktúrához lehessen eljutni. Forrai Tamás SJ provinciális atya és a JTMR támogatásával 2012, 2013 és 2014 nyarán folyamatos, teljes körű felújítás történt az épületben.
Szellemi téren mindenekelőtt a felvételi stratégiájukban mozdultak el egy minőségi posztgraduális célcsoport felé, melyben főleg a hosszabb időre jelentkező hallgatókat várták, de nem utasították el a jó képességű, fiatalabb hallgatókat sem. Mindezek mellett évente három jezsuita lelki és közösségépítő programot kínáltak a hallgatóknak. Így a kollégium épülete lelki-szellemi és fizikai szinten egyaránt megújulva várta a tanulni vágyókat. Az érdeklődők konkrét információkat a Collegium Hungaricum weboldalán találnak.

### 2024–
2024. szeptemberében, András Attila SJ tartományfőnök döntése értelmében egy 5 tagú (Harai Levente SJ, Nagy Ernő SJ, Pakot Géza SJ, Rik Vanwijnsberghe, Theo van Drunen SJ) testület került felállításra a Collegium Hungaricum Leuven Magyar házának (Hongaars Huis) irányítására. Ezen döntés következtében a CHL a magyar jezsuita rendtartomány, valamint a Vlaamse jezuïeten: regio Europese Lage Landen tartományának közös projektje lett. A döntés lehetővé tette a flamand könyvelési, jogi, építészszakmai kontextusba történő teljesebb integrációt. 
A cél egy olyan holisztikus szemléletű, jezsuita lelkiségi alapokon álló közösségi otthon felépítése volt, amely a KU Leuven szellemiségének szem előtt tartásával a CHL-be különböző országokból, valamint tudományterületekről érkezőket támogatja a minél teljesebb, emberibb kibontakozásukban. Bár alapvetően a házat magyarok lakják, a mindennapi életben a kommunikáció nyelve az angol. 
A CHL kollégistái 2024-2025 tavaszi szemesztertől kezdve "teamekbe" rendeződve törekednek a belső életük megszervezésére. Ezen teamek a Community & Intellectual, a Recruitment, valamint a Spiritual Team.
- A Community & Intellectual Team szakmai programok, kirándulások, valamint egyéb közösségépítő programok szervezésével foglalkozik.
- A Recruitment Teamen keresztül csatornázódnak be a közösség szempontjai a jövő CHL-es nemzedékének a kiválasztásába. Ők jelölik ki maguk közül azt a kollégistát, aki szavazati joggal jelen van a felvételin.
- A Spiritual Team felel azért, hogy a CHL-be érkezők számára szervezett módon legyenek lelkiségi programok, lelkigyakorlatok, imák, lelki beszélgetések. Az ő elköteleződésüket segíti Pakot Géza SJ, a ház spirituálisa.

## A Mindszenty Diákotthon és a Collegium Hungaricum igazgatói
- 1949–1950 Sigmond Rajmund OP
- 1950–1953 Benkő Antal SJ
- 1953–1955 Hegyi János SJ
- 1955–1972 Muzslay István SJ (1923–2007)
- 1972–1983 Matyasovich Henrik SJ (1923–2006)
- 1983–1998 Muzslay István SJ (1923–2007)
- 1998–2006 Juhász Gergely
- 2006–2012 Havas István Sch.P.
- 2012–2019 Csonta István
- 2019–2021 Mércz András
- 2021–2024 Mossóczy Katinka Zsófia
- 2024– Vörös Dániel

## A Mindszenty Diákotthon és a Collegium Hungaricum híres tagjai
- B. Nagy János egyetemi professzor (Namur)
- B. Nagy Ottó egyetemi professzor (Louvain-la-Neuve)
- Gulyás Balázs Zoltán egyetemi professzor (Karolinska Intézet, Stockholm)
- Hevesy László kémikus, egyetemi professzor, Namur
- Jálics Ferenc SJ
- Kiss Ulrich SJ
- Kállay Oszkár szemészorvos, a Belgium Magyarok Szövetségének elnöke
- Lámfalussy Sándor, jegybankár, az euró „atyja”
- Rezsőházy Rudolf egyetemi professzor (Louvain-la-Neuve)
- Thűr Ottó egyetemi professzor
- Igó-Kemenes Péter atomfizikus, a CERN nyugdíjas kutatója
- Rényes Imre